# Wigorczyk
Wigorczyk (Rophites) – rodzaj pszczół z rodziny smuklikowatych i podrodziny wigorczykowatych.

## Morfologia
Pszczoły z tego rodzaju wyróżniają się od innych wigorczykowatych występowaniem przepasek z jasnego, gęstego owłosienia na wierzchołkowych krawędziach tergitów metasomy. Oskórek pozbawiony jest żółtych znaków. Boki pierwszego członu głaszczków wargowych są prawie równoległe, z wyjątkiem podrodzaju Flavodufourea, u którego człon ten jest silnie rozszerzony w wierzchołkowej połowie. Czoło samic podrodzaju nominatywnego zaopatrzone jest w pogrubione szczecinki o kształcie kolców. Przednie skrzydła mają odcinek żyłki kostalnej stanowiący krawędź komórki marginalnej nie krótszy niż pterostigma oraz po dwie komórki submarginalne. U samców siódmy tergit ma silnie wyniesioną płytkę pygidialną, odgraniczoną ostrym żeberkiem, a nasada ósmego sternitu jest wypukła, prawie ścięta lub delikatnie wykrojona. Podobnie jak w rodzaju smukliczek genitalia samców cechują się Z-kształtną walwą penisa z kątem w pobliżu wolselli oraz zaopatrzonym w główkę wyrostkiem wierzchołkowym ósmego sternitu, jednak różnią się od nich krótszym włochatym wyrostkiem wierzchołkowym digitusa wolselli.

## Biologia i ekologia
Wigorczyki to samotnice. Gniazdują w glebie, preferując miejsca suche, ciepłe i niezarośnięte roślinnością. Długość komórki w gnieździe wynosi półtorakrotność jej szerokości. Masa pokarmowa umieszczana w komórce ma formę mniej lub bardziej kulistą. Larwy przędą kokony. Zimowanie następuje w stadium przedpoczwarki. 
Pszczoły te wydają na świat jedno pokolenie w roku. Owady dorosłe w warunkach środkowoeuropejskich latają przez 1–1,5 miesiąca w środku lata. Gatunki występujące w Polsce są oligolektyczne: Rophites algirus, R. hartmanni i R. quinquespinosus wyspecjalizowane są w jasnotowatych, zaś Rophites canus wyspecjalizowany jest w bobowatych. Ten ostatni ma istotne znaczenie ekonomiczne w strefie stepowej jako zapylacz lucerny siewnej.

## Rozprzestrzenienie
Rodzaj palearktyczny, rozsiedlony od Maroka i Hiszpanii przez Azję Mniejszą i Kaukaz po Mongolię i południową Rosję. W Europie sięga na północ za równoleżnik 60ºN. Największą różnorodność gatunkową osiąga w rejonie śródziemnomorskim i czarnomorskim. Podrodzaj Flavodufourea ograniczony jest do Kazachstanu i Mongolii, a podrodzaj Rhophitoides sięga na zachód tylko do Turcji i Kaukazu. Z Polski wykazano 4 gatunki (zobacz: smuklikowate Polski).

## Taksonomia
Rodzaj ten wprowadzony został w 1808 roku przez Maximiliana Spinolę. Współcześnie wyróżnia się w jego obrębie 3 podrodzaje: Flavodufourea, Rophites s.str. i Rhophitoides. Ten ostatni bywa wynoszony do rangi osobnego rodzaju i nosi polską nazwę zwyczajową pseudowigorczyk
Należą tu gatunki:

- Rophites algirus Pérez, 1895
- Rophites anatolicus (Schwammberger, 1975)
- Rophites canus Eversmann, 1852  – wigorczyk lucernowiec
- Rophites caucasicus Morawitz, 1875
- Rophites clypealis Schwammberger, 1976
- Rophites epiroticus (Schwammberger, 1975)
- Rophites flavicornis (Friese, 1913)
- Rophites foveolatus Friese, 1900
- Rophites gruenwaldti Ebmer, 1978
- Rophites gusenleitneri Schwammberger, 1971
- Rophites hartmanni Friese, 1902
- Rophites heinrichi Schwammberger, 1976
- Rophites hellenicus Ebmer, 1984
- Rophites leclercqi Schwammberger, 1971
- Rophites mandibularis Morawitz, 1891
- Rophites nigripes Friese, 1902
- Rophites quinquespinosus Spinola, 1808
- Rophites schoenitzeri Dubitzky, 2005
- Rophites theryi Benoist, 1930
- Rophites thracius Ebmer, 1993
- Rophites transitorius Ebmer, 1993